# Aulohalaelurus
Aulohalaelurus is een geslacht van Atelomycteridae en kent 2 soorten.

## Soorten
- Aulohalaelurus kanakorum Séret, 1990
- Aulohalaelurus labiosus (Waite, 1905)